# Фэнъюнь-2F
Фэнъюнь-2F (кит. упр. 风云二号07) — китайский метеорологический спутник, шестой спутник Фэнъюнь второго поколения.

## Конструкция
Корпус спутника имеет цилиндрическую форму с диаметром 2,1 м и высотой 4,5 м. Стабилизация обеспечивается вращением со скоростью 100 об/мин.
Оборудование состоит из двух камер в видимом и инфракрасном диапазонах, а также датчика водяного пара.

## Запуск
Фэнъюнь-2F запущен 13 января 2012 года ракетой Великий поход-3A на геостационарную орбиту. Орбитальная масса аппарата составила 536 кг. Расчётный срок эксплуатации — три года.